# Сан-Жуан-ду-Каюа
Сан-Жуан-ду-Каюа (порт. São João do Caiuá) — муниципалитет в Бразилии, входит в штат Парана. Составная часть мезорегиона Северо-запад штата Парана. Находится в составе крупной городской агломерации. Входит в экономико-статистический микрорегион Паранаваи. Население составляет 6152 человека на 2006 год. Занимает площадь 304,412 км². Плотность населения — 20,2 чел./км².

## Статистика
- Валовой внутренний продукт на 2003 год составляет 25 805 447,00 реалов (данные: Бразильский институт географии и статистики).
- Валовой внутренний продукт на душу населения на 2003 год составляет 4213,82 реалов (данные: Бразильский институт географии и статистики).
- Индекс развития человеческого потенциала на 2000 год составляет 0,712 (данные: Программа развития ООН).

## География
Климат местности: субтропический.